# Campeonato Europeu de Futebol de 1992
A nona edição do Campeonato Europeu de Futebol (Euro 92) realizou-se no ano de 1992, tendo como anfitrião a Suécia. Decorreu entre 10 de Junho e 26 de Junho. Foi marcado por reflexos políticos: A Alemanha disputou o torneio já unificada. Com a guerra na Iugoslávia, que estava classificada para disputar o torneio, a UEFA suspendeu o país e a Dinamarca ocupou a vaga pela regra do Lucky loser. Com o fim da União Soviética, uma Seleção da CEI foi formada para disputar o torneio em seu lugar, pois os vermelhos já estavam classificados.
As cidades-sede foram: Gotemburgo, Solna, Malmö  e Norrköping.

## Fase de qualificação

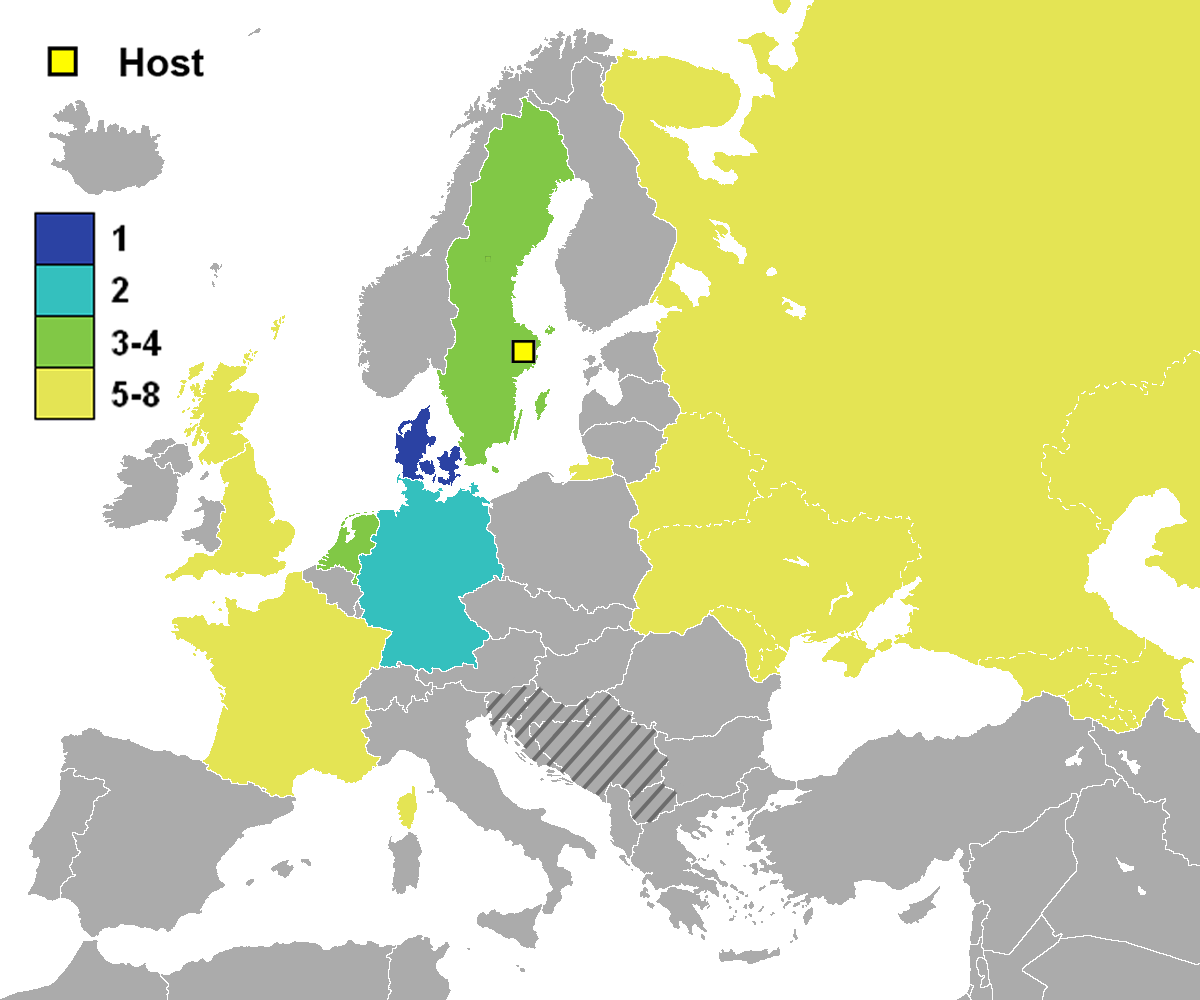
UEFA Euro 1992 - finalistas.

Em negrito estão as edições em que a seleção foi campeã em itálico estão as edições em que a seleção foi anfitriã.
| País          | Método de qualificação | Data de qualificação   | Participações                    |
| ------------- | ---------------------- | ---------------------- | -------------------------------- |
| Suécia        | Anfitriã               | 16 de dezembro de 1988 | Estreante                        |
| França        | Grupo 1 (campeão)      | 12 de outubro de 1991  | 2 (1960, 1984)                   |
| CEI[a]        | Grupo 3 (campeão)[b]   | 13 de novembro de 1991 | 5 (1960, 1964, 1968, 1972, 1988) |
| Inglaterra    | Grupo 7 (campeão)      | 13 de novembro de 1991 | 3 (1968, 1980, 1988)             |
| Escócia       | Grupo 2 (campeão)      | 13 de novembro de 1991 | Estreante                        |
| Alemanha[c]   | Grupo 5 (campeão)      | 20 de novembro de 1991 | 5 (1972, 1976, 1980, 1984, 1988) |
| Países Baixos | Grupo 6 (campeão)      | 4 de dezembro de 1991  | 3 (1976, 1980, 1988)             |
| Dinamarca[d]  | Grupo 4 (vice-campeão) | 31 de maio de 1992     | 3 (1964, 1984, 1988)             |

- a. ^ De 1960 a 1988, a CEI competiu como União Soviética.
- b. ^ Substituiu a União Soviética.
- c. ^ De 1972 a 1988, a Alemanha competiu como Alemanha Ocidental.
- d. ^ Substituiu a RF Iugoslávia (depois de se qualificar como Iugoslávia), que estava sujeita a sanções sob a Resolução 757 do Conselho de Segurança da ONU e, portanto, proibida de comparecer.[1]

## Estádios
| \| Estocolmo Gotemburgo Malmö Norrköping \| |                    |
| Gotemburgo                                  | Estocolmo          |
| Estádio Ullevi                              | Estádio Råsunda    |
| Capacidade: 44,000                          | Capacidade: 40,000 |
|                                             |                    |
| Malmö                                       | Norrköping         |
| Malmö Stadion                               | Idrottsparken      |
| Capacidade: 30,000                          | Capacidade: 23,000 |
|                                             |                    |
| Estocolmo Gotemburgo Malmö Norrköping       |                    |

## Convocações
Cada seleção teve que entregar a lista definitiva dos 20 jogadores.

## Primeira fase

### Grupo 1
| Pos | Equipe     | Pts | J | V | E | D | GP | GC | SG | Classificado                     |
| --- | ---------- | --- | - | - | - | - | -- | -- | -- | -------------------------------- |
| 1   | Suécia (H) | 5   | 3 | 2 | 1 | 0 | 4  | 2  | +2 | Avançar para a fase eliminatória |
| 2   | Dinamarca  | 3   | 3 | 1 | 1 | 1 | 2  | 2  | 0  | Avançar para a fase eliminatória |
| 3   | França     | 2   | 3 | 0 | 2 | 1 | 2  | 3  | −1 |                                  |
| 4   | Inglaterra | 2   | 3 | 0 | 2 | 1 | 1  | 2  | −1 |                                  |

| 10 de junho | Suécia          | 1 – 1     | França    | Råsunda, Solna              |
| 20:15       | J. Eriksson 24' | Relatório | Papin 58' | Árbitro: CIS Aleksey Spirin |

| 11 de junho | Dinamarca | 0 – 0     | Inglaterra | Malmö Stadion, Malmö                           |
| 20:15       |           | Relatório |            | Público: 26 385 Árbitro: NED John Blankenstein |

| 14 de junho | França | 0 – 0     | Inglaterra | Malmö Stadion, Malmö                     |
| 17:15       |        | Relatório |            | Público: 26 535 Árbitro: HUN Sándor Puhl |

| 14 de junho | Suécia     | 1 – 0     | Dinamarca | Råsunda, Solna                                |
| 20:15       | Brolin 58' | Relatório |           | Público: 29 902 Árbitro: GER Aron Schmidhuber |

| 17 de junho | Suécia                       | 2 – 1     | Inglaterra | Råsunda, Solna                                    |
| 20:15       | J. Eriksson 51' · Brolin 82' | Relatório | Platt 4'   | Público: 30 126 Árbitro: POR José Rosa dos Santos |

| 17 de junho | França    | 1 – 2     | Dinamarca               | Malmö Stadion, Malmö                           |
| 20:15       | Papin 60' | Relatório | Larsen 8' · Elstrup 78' | Público: 25 673 Árbitro: AUT Hubert Forstinger |

### Grupo 2
| Pos | Equipe        | Pts | J | V | E | D | GP | GC | SG | Classificado                     |
| --- | ------------- | --- | - | - | - | - | -- | -- | -- | -------------------------------- |
| 1   | Países Baixos | 5   | 3 | 2 | 1 | 0 | 4  | 1  | +3 | Avançar para a fase eliminatória |
| 2   | Alemanha      | 3   | 3 | 1 | 1 | 1 | 4  | 4  | 0  | Avançar para a fase eliminatória |
| 3   | Escócia       | 2   | 3 | 1 | 0 | 2 | 3  | 3  | 0  |                                  |
| 4   | CEI           | 2   | 3 | 0 | 2 | 1 | 1  | 4  | −3 |                                  |

| 12 de junho | Países Baixos | 1 – 0     | Escócia | Ullevi, Gotemburgo                       |
| 17:15       | Bergkamp 75'  | Relatório |         | Público: 35 720 Árbitro: SWE Bo Karlsson |

| 12 de junho | CEI               | 1 – 1     | Alemanha   | Idrottsparken, Norrköping                  |
| 20:15       | Dobrovols'kyi 64' | Relatório | Häßler 90' | Público: 17 410 Árbitro: FRA Gérard Biguet |

| 15 de junho | Escócia | 0 – 2     | Alemanha                   | Idrottsparken, Norrköping                 |
| 17:15       |         | Relatório | Riedle 29' · Effenberg 47' | Público: 17 638 Árbitro: BEL Guy Goethals |

| 15 de junho | Países Baixos | 0 – 0     | CEI | Ullevi, Gotemburgo                           |
| 20:15       |               | Relatório |     | Público: 34 400 Árbitro: DEN Peter Mikkelsen |

| 18 de junho | Países Baixos                                | 3 – 1     | Alemanha      | Ullevi, Gotemburgo                              |
| 20:15       | Rijkaard 3' · R. Witschge 14' · Bergkamp 72' | Relatório | Klinsmann 53' | Público: 37 725 Árbitro: ITA Pierluigi Pairetto |

| 18 de junho | Escócia                                         | 3 – 0     | CEI | Idrottsparken, Norrköping                       |
| 20:15       | McStay 7' · McClair 16' · McAllister 84' (pen.) | Relatório |     | Público: 14 660 Árbitro: SUI Kurt Röthlisberger |

## Fases finais
|  | Semifinal                | Semifinal |   |  | Final                    | Final |  |
|  |                          |           |   |  |                          |       |  |
|  | 21 de junho – Solna      |           |   |  |                          |       |  |
|  | Suécia                   | 2         |   |  |                          |       |  |
|  | Alemanha                 | 3         |   |  |                          |       |  |
|  |                          |           |   |  |                          |       |  |
|  |                          |           |   |  | 26 de junho – Gotemburgo |       |  |
|  |                          |           |   |  | Alemanha                 | 0     |  |
|  |                          | Dinamarca | 2 |  |                          |       |  |
|  |                          |           |   |  |                          |       |  |
|  |                          |           |   |  |                          |       |  |
|  |                          |           |   |  |                          |       |  |
|  | 22 de junho – Gotemburgo |           |   |  |                          |       |  |
|  | Países Baixos            | 2 (4)     |   |  |                          |       |  |
|  | Dinamarca (pen.)         | 2 (5)     |   |  |                          |       |  |

### Semifinais
| 21 de junho | Suécia                            | 2 – 3     | Alemanha                     | Råsunda, Solna                             |
| 20:15       | Brolin 64' (pen.) · Andersson 89' | Relatório | Häßler 11' · Riedle 59', 88' | Público: 28 827 Árbitro: ITA Tullio Lanese |

| 22 de junho | Países Baixos               | 2 – 2 (pro.) | Dinamarca      | Ullevi, Gotemburgo                                  |
| 20:15       | Bergkamp 23' · Rijkaard 86' | Relatório    | Larsen 5', 33' | Público: 37 450 Árbitro: ESP Emilio Soriano Aladren |

|                                                    |       | Penalidades                               |  |
| R. Koeman Van Basten Bergkamp Rijkaard R. Witschge | 4 – 5 | Larsen Povlsen Elstrup Vilfort Christofte |  |

### Final
| 26 de junho | Dinamarca                | 2 – 0     | Alemanha | Ullevi, Gotemburgo                        |
| 20:15       | Jensen 18' · Vilfort 78' | Relatório |          | Público: 37 800 Árbitro: SUI Bruno Galler |

## Artilharia
3 gols (4)
| - DEN Henrik Larsen - GER Karl-Heinz Riedle | - NED Dennis Bergkamp - SWE Tomas Brolin |  |

2 gols (4)
| - FRA Jean-Pierre Papin - GER Thomas Häßler | - NED Frank Rijkaard - SWE Jan Eriksson |  |

1 gol (12)
| - Ihor Dobrovols'kyi - DEN John Jensen - DEN Lars Elstrup - DEN Kim Vilfort | - ENG David Platt - GER Stefan Effenberg - GER Jürgen Klinsmann - NED Rob Witschge | - SCO Paul McStay - SCO Brian McClair - SCO Gary McAllister - SWE Kennet Andersson |

## Premiações

### Campeões
| Campeonato Europeu de Futebol de 1992 |
| ------------------------------------- |
| DINAMARCA Campeão (1º título)         |

### Melhores do torneio
De acordo com a UEFA, os melhores jogadores do Euro 1992 foram:
| Guarda-Redes     | Defesas                                                   | Médios                                               | Avançados                     |
| ---------------- | --------------------------------------------------------- | ---------------------------------------------------- | ----------------------------- |
| Peter Schmeichel | Stefan Reuter Jürgen Kohler Frank Rijkaard Andreas Brehme | Thomas Häßler Jonas Thern Brian Laudrup Éric Cantona | Henrik Larsen Dennis Bergkamp |